# Finnische Badminton-Mannschaftsmeisterschaft 1970
Die Finnische Badminton-Mannschaftsmeisterschaft 1970 war die dreizehnte Auflage dieser Veranstaltung. Es wurde ein Wettbewerb für gemischte Mannschaften ausgetragen. Meister wurde das Team von Helsingfors BC wie bei allen Titelkämpfen zuvor.

## Endstand
| Platz | Mannschaft |
| ----- | --- |
| 1.    | Helsingfors BC (Carl Johan Godenhjelm, Mårten Segercrantz, R. Wikström, Wiola Renholm, Christine Dahlberg, L. Kuningas) |
| 2.    | BK Smash Helsinki |
| 3.    | Sulkopalloseura Drive                                                                                                   |
| 4.    | Esbo Bollklubb |
| 5.    | Tapion Sulka |
| 6.    | Porin Pyrintö |